# Draa Essamar
Draa Essamar (în arabă ذراع السمار) este o comună din provincia Médéa, Algeria.
Populația comunei este de 9.661 de locuitori (2008).